# Vengeance (film, 1928)
Pour les articles homonymes, voir Vengeance.
Pour plus de détails, voir Fiche technique et Distribution.
Vengeance (Revenge) est un film américain réalisé par Edwin Carewe et sorti en 1928.

## Synopsis
Rasha, la fille de Costa le dompteur d'ours, jure de se venger de Jorga, l'ennemi de son père, lorsqu'il lui coupe les tresses, signe de honte parmi les gitans. Jorga regrette plus tard son geste et coupe les tresses de toutes les autres femmes afin de rendre à Rasha ses tresses dans son sommeil. Mais Rasha se réveille et Jorga la kidnappe et l'emmène dans une grotte en montagne. Rasha tombe amoureuse de Jorga et l'aide à échapper à son père.

## Fiche technique
- Réalisation : Edwin Carewe
- Scénario : Finis Fox d'après The Daughter of the Bear Tamer de Konrad Bercovici
- Production : 	Edwin Carewe Productions
- Distributeur : United Artists
- Photographie : Al Green, Robert Kurrle
- Montage : Jeanne Spencer
- Durée : 72 minutes[1]
- Dates de sortie: 
  - États-Unis : 3 novembre 1928

## Distribution
- Dolores del Río : Rascha
- James A. Marcus : Costa
- Sophia Ortiga : Binka
- LeRoy Mason : Jorga
- Rita Carewe : Tina
- José Crespo : Stefan
- Sam Appel : Jancu
- Marta Golden : Leana
- Jess Cavin : Lieutenant De Jorga